# Tjänstebostad
En tjänstebostad är en bostad som har till syfte att användas i samband med yrkesutövning. Den är ofta, men inte alltid, arbetsgivarens egendom.
Behovet av tjänstebostad kan uppkomma i situationer där behovet av dubbelbosättning blir ekonomiskt orimligt, arbetsplaceringen gör det svårt att åstadkomma privata bostäder eller det är en fördel för arbetsgivaren eller för arbetet att arbetstagaren bor nära eller i samband med arbetsplatsen.
Förr i tiden, innan bilar blev vanliga, så var tjänstebostad mycket vanligt för både de med låg och högre lön, till exempel inom jordbruk och tidig industrialisering. Utan tillgång till bil eller buss, så fick personalen gå till arbetet vilket innebar behov av kort sträcka. För att nyanställda skulle ha någonstans att bo, ordnade arbetsgivare tjänstebostäder.
Före 1930-talet[källa behövs] var det vanligt med uttryckligt förbud i hyresavtalet mot att upplåta tjänstebostaden till någon som inte var anställd hos samma arbetsgivare eller använda delar av den för bifirma. På 1900-talets senare del präglas av en mer ekonomisk syn där avdrag för arbetsförmån kan förekomma i samband med lön och beskattning.